# Мориц Балтазар Боркхаузен
Мориц Балтазар Боркхаузен (на немски: Moritz Balthasar Borkhausen) е германски зоолог и ботаник.

## Биография
Роден е на 3 декември 1760 година в Гисен, ландграфство Хесен-Дармщат. Изучава естествени науки в Гисен, Юра и Камералия, след което заема различни административни длъжности в Хесен-Дармщат.
Умира на 30 ноември 1806 година в Дармщат.